# Rayburn Doucett
Pour les articles homonymes, voir Doucett.
Rayburn D. Doucett est un marchand et un homme politique canadien.

## Biographie
Rayburn D. Doucett est né le 2 janvier 1943 à Campbellton, au Nouveau-Brunswick. Son père est Raymond Daniel Doucett et sa mère est Catherine Ila Lutes. Il étudie à l'école secondaire de Jacquet River puis au Collège Albert de Belleville, en Ontario. Il épouse Della Hickey et le couple a quatre enfants.
Il est député de Restigouche à l'Assemblée législative du Nouveau-Brunswick de 1970 à 1974 en tant que libéral. Il est ensuite député de Restigouche-Est de 1974 à 1995, toujours en tant que libéral. Il est ministre de l'Énergie et président de la Commission d'énergie électrique du Nouveau-Brunswick de 1987 à 1990, ministre du Commerce et de la Technologie de 1990 à 1991 et ministre responsable de la Société d'aménagement régional de 1993 à 1995. Il est aussi commissaire scolaire de Jacquet River de 1965 à 1966 et conseiller municipal du village de Jacquet River entre 1967 et 1969.
Il est membre du Club Lions.